# 塞萨诺-德尔莫利塞
塞萨诺-德尔莫利塞（義大利語：Sessano del Molise），是意大利伊塞尔尼亚省的一个市镇。总面积24平方公里，人口784人，人口密度32.7人/平方公里（2009年）。ISTAT代码为094049。